# Нэнси Дрю и потайная лестница (книга)
Нэнси Дрю и потайная лестница (англ. The Hidden Staircase) — вторая книга в серии о приключениях девушки-детектива Нэнси Дрю, написанной под псевдонимом Кэролайн Кин. История впервые появилась из печати на английском языке в 1930 году, переработана и переиздана в 1959 году. История написана Милдред Бенсон, которая считала эту книгу любимой из прочих в серии.
Фильм экранизировался компанией Warner Bros. дважды: в 1939 году и в 2019.

## Сюжет

### Вариант 1930 года
В отсутствие отца Карсена Дрю и домработницы Ханны Груэн Нэнси открывает дверь Натану Гомбету, который требует встречи с её отцом по вопросу неких бумаг. Настойчивость и грубость визитёра вынуждают Нэнси пригрозить полицией, чтобы заставить его уйти. Вскоре Элли Хорнер, кому Нэнси помогла в первой книге «Тайна старых часов», приходит к Нэнси в гости и называет Гомбета вором, потому что тот стащил яйца из её курятника. Приехавший Карсон Дрю говорит, что Гомбет подписал бумаги о строительстве железной дороги и теперь думает, что его обманули.
На следующий день Эбигейл Роувен (из предыдущей книги) знакомит Нэнси с сёстрами Розмари и Флореттой Тёрнбуллами, которые просят Нэнси разузнать причину мистических краж в их старинном доме в Клифвуде, в нескольких милях от Ривер-Хайтс. Карсон Дрю вынужден уехать по делам в Чикаго и потому даёт дочери револьвер для самозащиты на случай опасности. Нэнси получает анонимное предупреждение держаться подальше от дома сестёр Тёрнбуллов, но всё же переезжает туда на неделю для выяснения обстоятельств кражи.
Во время её пребывания в доме ещё несколько вещей исчезли, а над домом появились канарейки. Неподалёку от дома Нэнси замечает каменный дом, очень похожий на дом сестёр. Те поведали, что эти дома построены одновременно их предками — двумя братьями, поссорившимися в годы Гражданской войны. Сейчас же тем домом владеет Натан Гомбет, который пытался купить дом сестёр.
Вернувшийся из Чикаго Карсон Дрю встречает на вокзале Гомбета, который убеждает, что Нэнси попала в аварию возле его дома и теперь ждёт отца там. Однако Карсона связывают и запирают. Нэнси не получает от отца телеграмму и беспокоится.
Дождливой ночью она, вооружившись фонариком и револьвером, отправляется к дому Гомбета. В темноте она различает его фигуру, крадущуюся к дому сестёр. Нэнси решает воспользоваться его отсутствием и проникнуть в его дом. Нэнси залазит внутрь через окно и дважды едва не попадается слуге Гомбета. Оказавшись, в итоге, запертой в комнате на втором этаже, она нажимает увиденную там кнопку, которая показывает потайную лестницу. Каменные ступени ведут в подземелье со многими ходами к разным комнатам в доме сестёр Тёрнбуллов.
На следующее утро Нэнси с Тёрнбуллами идёт к местному шерифу, который направляет отряд полиции к дому Гомбета. Там они обнаруживают удерживаемого силой Карсона Дрю и арестовывают Гомбета.

### Вариант 1959 года
Хелен Корнинг знакомит Нэнси со своими пожилыми родственницами Флорой Тёрнбулл и Розмари Хэйс, которые верят, будто в их доме «Twin Elms» беснуются призраки. Нэнси соглашается помочь. Её встречается некий Натан Гомбер, который предупреждает, что отцу Нэнси угрожает опасность. Гомбер представляет интересы клиента и других землевладельцев, которые недовольны выручкой от покупки земли для новой железной дороги. Мистер Дрю советует переехать ненадолго в «Twin Elms» с Ханой, пока он будет в отъезде по делам в Чикаго.
После танцев на выпускном Нэнси с отцом осматривают железную дорогу у реки и вынуждены спасаться вплавь от пытавшегося их задавить грузовика. В доме «Twin Elms» мисс Флора рассказывает о пропадающих вещах различной ценности и доносящейся из ниоткуда музыке. Нэнси сама становится свидетельницей странностей: беспричинное раскачивание люстры, чья-то маска в окне. Гомбер настаивает на покупке дома вопреки протестам сестёр и не обращает внимания на похожий дом по соседству.
Нэнси едет на станцию встречать отца и после опроса свидетелей понимает, что её отца похитили. Нэнси начинает поиски отца и продолжает разгадывать тайну «Twin Elms», чему способствуют сообщения ночного сторожа и открытие потайной комнаты. Она и Хелен решают исследовать соседний идентичный этому дом в поисках ключей к секретному входу.
К приезду риэлтора Нэнси узнаёт, что Гомбер приобрёл соседний дом, но получает разрешение побывать в нём, поскольку хозяин ещё не вступил в права пользования. В этом доме Нэнси отодвигает панель в стене и находит потайную лестницу. Проход выводит к другой лестнице, наверху которой её и Хелен встречает настоящий собственник дом. Также Нэнси обнаруживает в доме похищенного отца и потайные ходы к «Twin Elms». Гомбера арестовывает полиция.

## Переводы на русский язык
- Кэролайн Кин. Нэнси Дрю и потайная лестница / Переводчик: П. Киселева. — Малыш, 2018. — 192 с. — (Истории про Нэнси Дрю). — ISBN 978-5-17-111924-9.